# Shenandoah Junction
Shenandoah Junction – jednostka osadnicza w Stanach Zjednoczonych, w stanie Wirginia Zachodnia, w hrabstwie Jefferson.